# WTA Austrian Open 1991
Il WTA Austrian Open 1991 è stato un torneo di tennis giocato sulla terra rossa. È stata la 20ª edizione del torneo, che fa parte della categoria Tier IV nell'ambito del WTA Tour 1991. Si è giocato a Kitzbühel in Austria, dal 15 al 21 luglio 1991.

## Campionesse

### Singolare
Conchita Martínez ha battuto in finale  Judith Wiesner con il punteggio di 6–1, 2–6, 6–3

### Doppio
Bettina Fulco /  Nicole Muns-Jagerman hanno battuto in finale  Sandra Cecchini /  Patricia Tarabini con il punteggio di 7–5, 6–4